# Christoph von Loß der Ältere

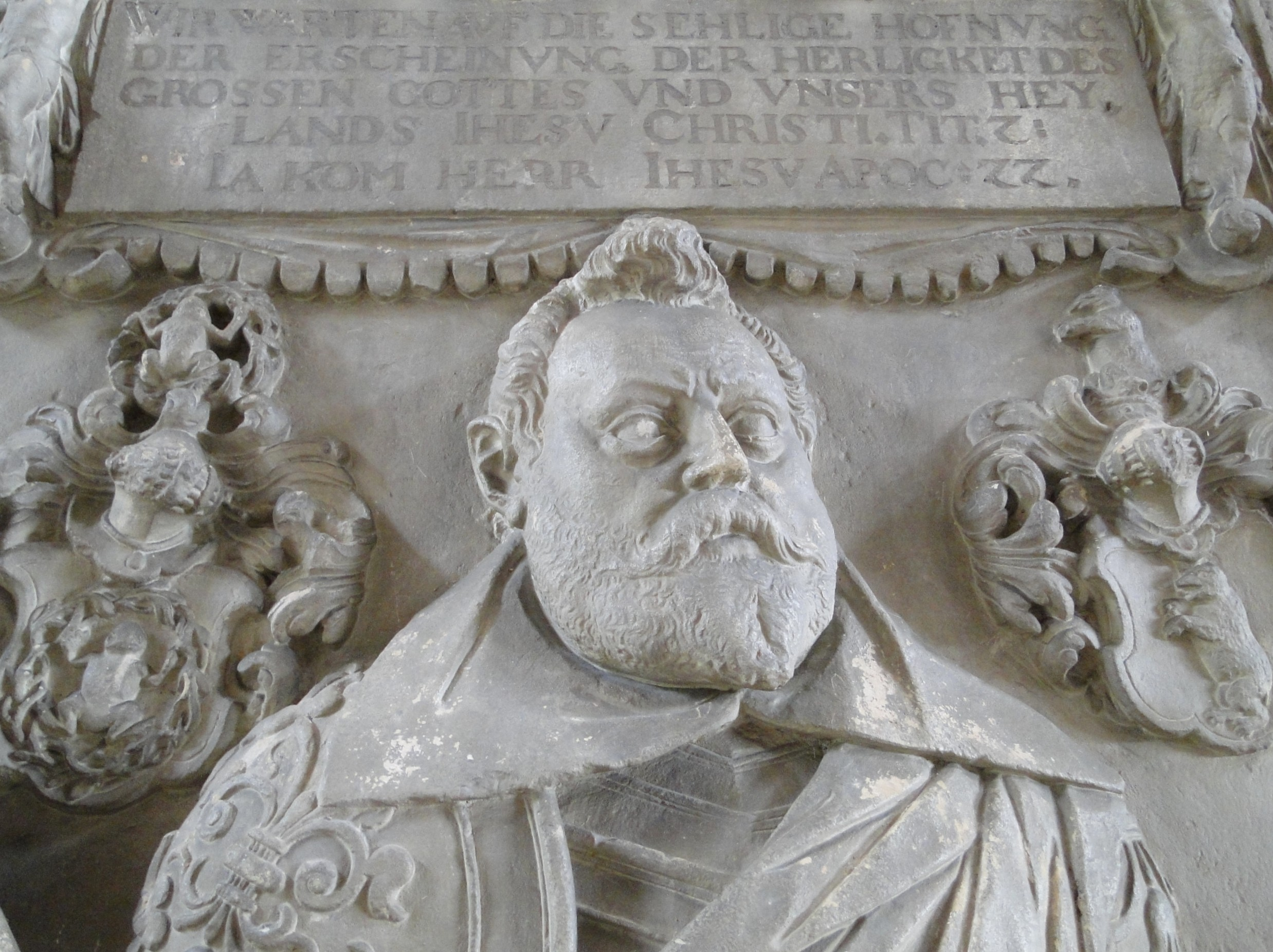
Weinbergkirche Pillnitz Epitaph Christoph von Loß Detail

Christoph von Loß der Ältere (* 2. Februar 1545 in Berreuth; † 4. April 1609 in Pillnitz) war Hofmarschall, Geheimrat und Oberschenk am Hofe des sächsischen Kurfürsten.

## Familie
Christoph von Loß stammt aus einer alten sächsischen Adelsfamilie, von Loß. Sein Vater war Joachim von Loß zu Berreuth, seine Mutter Katharina von Bernstein zu Borthen.
Er heiratete 1566 in erster Ehe Martha von Pflugk zu Knauthain († 1588). Zu ihren Kindern gehörten u. a.
- Christoph von Loß der Jüngere (1574–1620)
- Joachim von Loß (1576–1633)

Seine zweite Ehefrau war Anna von Gersdorf, auch mit ihr hatte er mehrere Kinder.

## Leben
Nach dem Besuch der Schule in Zeitz ging Christoph von Loß 1560 zum Jurastudium an die Universität Leipzig. Es folgte eine Karriere am Hof in Berlin. 1584 wurde von Kurfürst August zum Hofrat ernannt und blieb auch unter Kurfürst Christian I. in diesem Amt. Nach dessen Tod diente er als Hofmarschall der Witwe des Kurfürsten, Sophia, und Kurfürst Christian II. beförderte ihn zum Mitglied des Geheimen Rates, der als oberste Landesbehörde vor allem für die Reichs- und Außenpolitik verantwortlich war. Zwischen 1570 und 1609 wurde er an sieben Landtagen und einem Ausschusstag in den Weiteren Ausschuss der Ritterschaft gewählt. Von 1585 bis 1609 übte er das Amt des Reichspfennigmeisters für den Ober- und Niedersächsischen Kreis aus.
Im Jahr 1589 schenkte Christoph seinem Landesherrn Kurfürst Christian I. den ersten von insgesamt 4 berühmten, mit Miniaturschnitzereien verzierten Kirschkernen, welche heute im Grünen Gewölbe zu Dresden zu besichtigen sind.

## Kirchenbau
Nachdem er im Jahr 1569 das Rittergut Pillnitz erworben hatte, kam es schon bald zu Konflikten mit dem Hosterwitzer Pfarrer. Im Jahr 1579 wandte sich Christoph von Loß an das Oberkonsistorium der evangelischen Kirche in Dresden, um den Bau einer „unabhängigen Privatkirche als Andachts- und Begräbnisstätte“ durchzusetzen. Die Grundsteinlegung für die sogenannte Pillnitzer Schlosskirche „Zum Heiligen Geist“ war am 8. Mai 1594. Es entstand ein spätgotischer Bau mit einem 30 Meter hohen Turm, der 1596 fertiggestellt wurde. Heute ist der Nachfolgebau unter dem Namen Weinbergkirche bekannt.